# 三遊亭ごはんつぶ
三遊亭 ごはんつぶ（さんゆうてい ごはんつぶ、1996年9月24日 - ）は、落語協会所属の落語家。本名：岸 怜樹。出囃子は『米洗い』。古典落語、自身の創作落語を共に演じる。

## 来歴
神奈川県横浜市に生まれる。2015年に神奈川県立海老名高等学校を卒業。卒業後、単身ニュージーランドに渡り生活。
2017年6月三遊亭天どんに入門し、見習いとなる。翌年9月上席に楽屋入り、前座となり「ごはんつぶ」を名乗る。
2022年11月上席より春風亭だいえい、桃月庵黒酒と共に二ツ目に昇進。なお、同日に紙切りの林家八楽も年季明けした。

## 芸歴
- 2017年6月 - 三遊亭天どんに入門。
- 2018年9月 - 前座となり「ごはんつぶ」を名乗る。
- 2022年11月 - 二ツ目昇進。

## 受賞歴
- 2025年2月　2024年度公推協杯全国若手落語家選手権 大賞 （演目「落語業界の真実」）[4][5]